# Symbrenthia hippoclus
Symbrenthia hippoclus är en fjärilsart som beskrevs av Pieter Cramer 1782. Symbrenthia hippoclus ingår i släktet Symbrenthia och familjen praktfjärilar. Inga underarter finns listade i Catalogue of Life.

## Bildgalleri

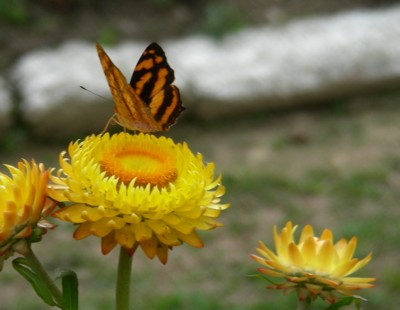
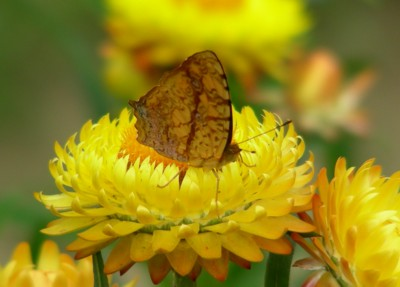
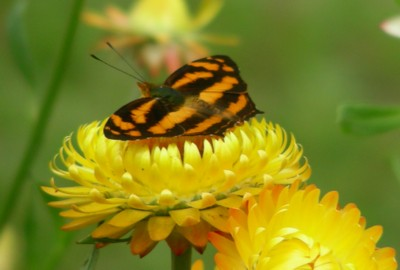
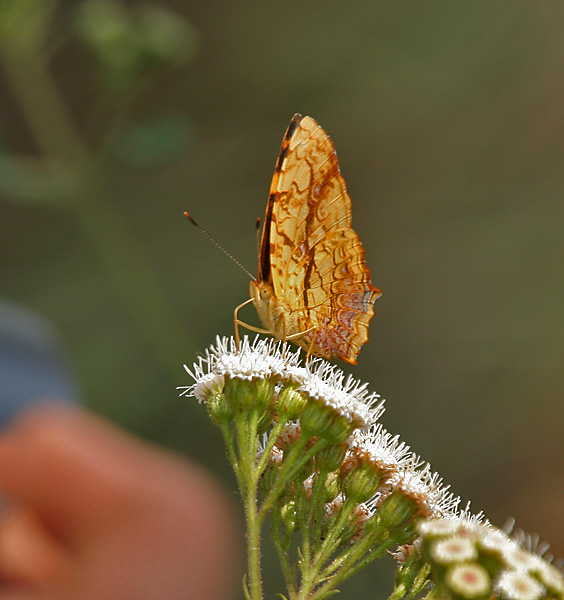
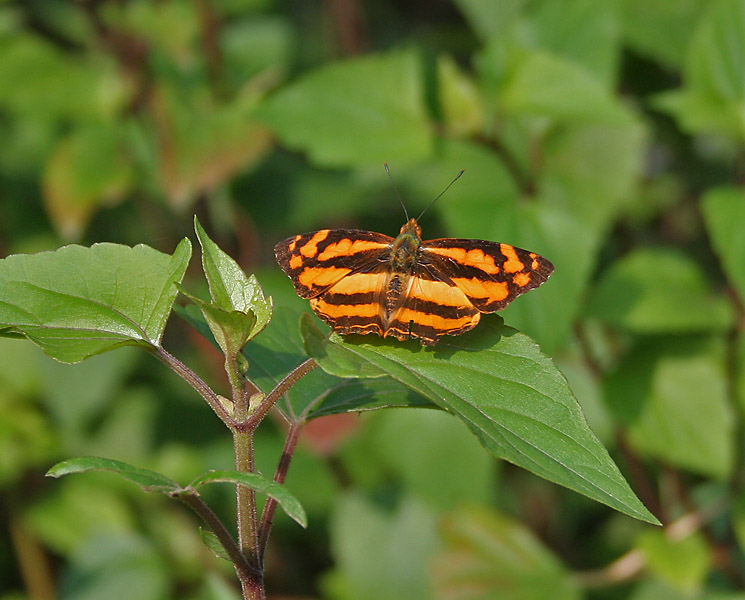
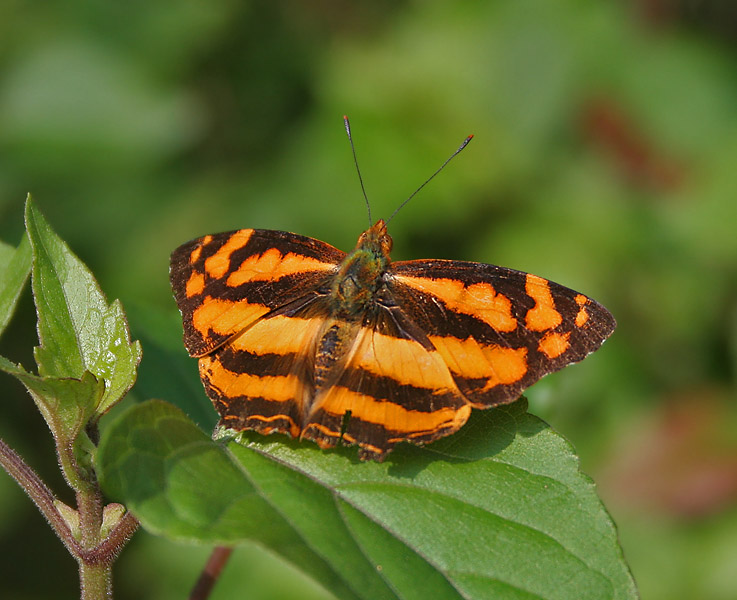